# Bogács
Bogács es un pueblo ubicado en el distrito de Mezőkövesd, en el condado de Borsod-Abaúj-Zemplén, Hungría.

## Superficie
Posee una superficie de 24,69 kilómetros cuadrados.

## Demografía
Hasta 2019 la población era de 1890 habitantes, con una densidad de población de 76,55 habitantes por kilómetro cuadrado.